# Nadleśnictwo Kraśnik
Nadleśnictwo Kraśnik – jednostka organizacyjna Lasów Państwowych podległa Regionalnej Dyrekcji Lasów Państwowych w Lublinie. Siedziba nadleśnictwa znajduje się w Kraśniku, w powiecie kraśnickim, w województwie lubelskim.
Nadleśnictwo obejmuje część powiatów janowskiego, kraśnickiego i opolskiego.

## Historia
Nadleśnictwo Kraśnik powstało w 1944. Objęło ono przedwojenne lasy państwowe oraz znacjonalizowane przez komunistów lasy prywatne, w tym część kompleksów leśnych Ordynacji Zamojskiej. W 1973 przyłączono do niego nadleśnictwa Gościeradów, Dzierzkowice (utworzone w 1921 roku) oraz Niezdów (wcześniej Opole).

## Ochrona przyrody
Na terenie nadleśnictwa znajduje się jeden rezerwat przyrody - Natalin.

## Drzewostany
Typy siedliskowe lasów nadleśnictwa (z ich udziałem procentowym):
- las świeży 44,20%
- las mieszany świeży 20,81%
- bór świeży 15,58%
- bór mieszany świeży 14,21%
- ols 1,79%
- las mieszany wilgotny 1,05%
- bór mieszany wilgotny 1,03%
- inne <1%

Gatunki lasotwórcze lasów nadleśnictwa (z ich udziałem procentowym):
- sosna 59,99%
- dąb 23,92%
- buk 3,44%
- pozostałe <1%